# Maletto

Ubicació de Maletto a Catània

Maletto (sicilià Malettu) és un municipi italià, dins de la ciutat metropolitana de Catània. L'any 2008 tenia 4.083 habitants. Limita amb els municipis d'Adrano, Belpasso, Biancavilla, Bronte, Castiglione di Sicilia, Nicolosi, Randazzo, Sant'Alfio i Zafferana Etnea.

## Administració
| Període | Identitat        | Partit        |
| ------- | ---------------- | ------------- |
| 2008-   | Giuseppe De Luca | Llista cívica |